# Gunner (American Football)

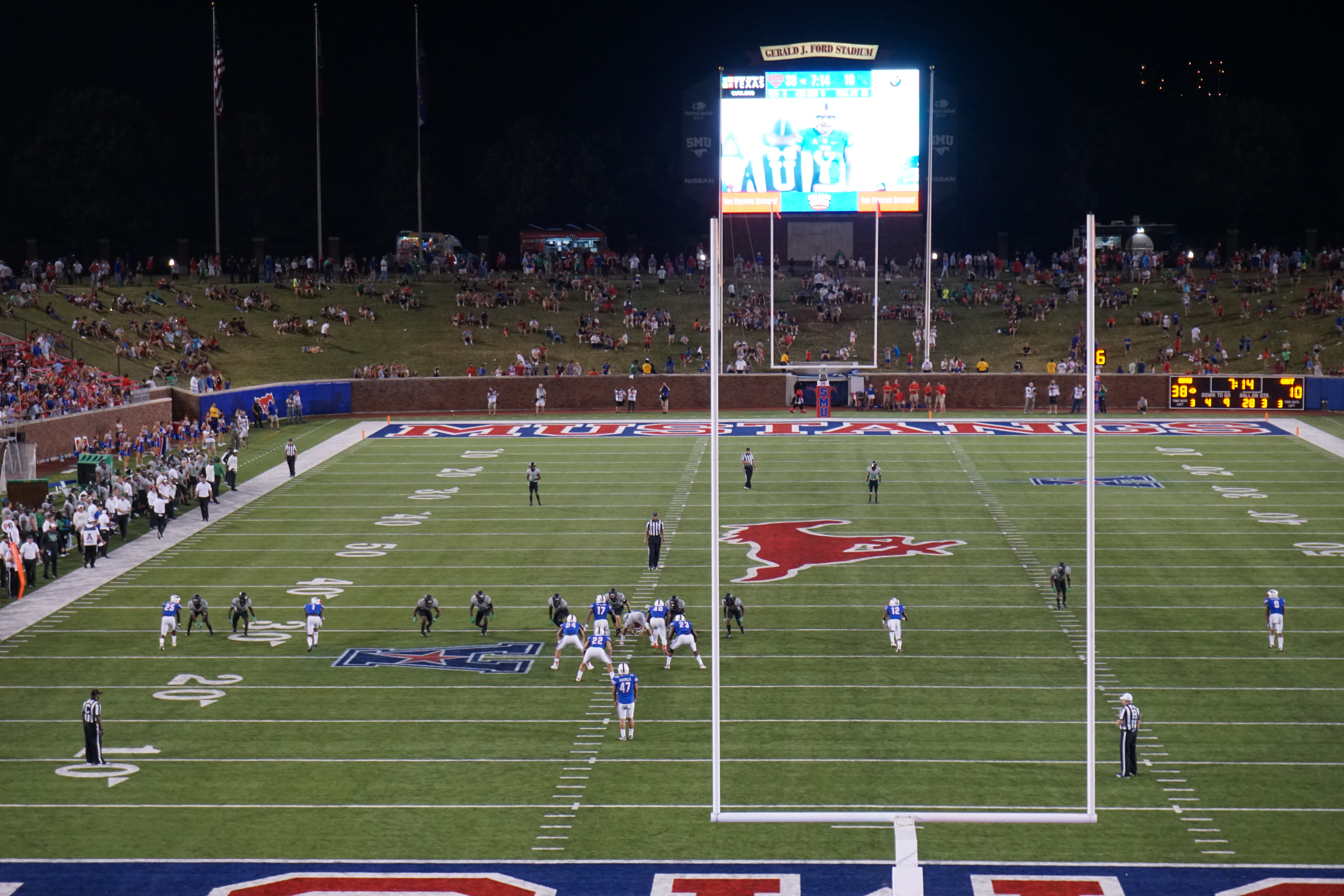
Dem Gunner links (Nr. 25) sind zwei Jammer zugeordnet, dem Gunner rechts (8) nur einer (mit relativ großem Abstand)

Der Gunner (engl. für Schütze) ist eine Position in den Special Teams beim American Football und Canadian Football. Die Aufgabe des Gunners ist es, nach einem Punt oder Kickoff den gegnerischen Returner zu tacklen, ihn zu einem Fair Catch zu bewegen oder ihn ins Aus zu drängen. Zudem kann der Gunner den Returner zwingen, von den Außenseiten fernzubleiben, was den anderen Spielern das Tacklen erleichtert. Eine weitere Aufgabe des Gunners ist es, einen gemufften Ball zu erobern und zu verhindern, dass ein beim Punt nicht aufgenommener Ball die Goalline überquert, um so einen Touchback zu verhindern. Deshalb sollten Gunner schnell und wendig sein sowie sichere Hände haben, weshalb zumeist Ersatzspieler auf den Positionen des Defensive Backs oder Wide Receivers eingesetzt werden. Beim Punt wird im Allgemeinen auf jeder Seite des Spielfeldes ein Gunner aufgestellt. Die beiden Gunner dürfen loslaufen, sobald der Ball gesnappt wurde. Jedem Gunner stehen auf Seiten des gegnerischen Teams in der Regel zwei Jammer gegenüber, die versuchen, ihn zu bremsen und vom Returner fernzuhalten.